# Fabio Abate
Fabio Abate, né le 4 janvier 1966 à Locarno (originaire de Cabbio), est un homme politique suisse membre du Parti libéral-radical. Il est député du canton du Tessin au Conseil national de septembre 2000 à décembre 2011, puis au Conseil des États jusqu'à décembre 2019.

## Biographie
Fabio Abate naît le 4 janvier 1966 à Locarno. Il est originaire d'une autre commune tessinoise, Cabbio.
Titulaire d'une licence en droit, il exerce la profession de notaire et avocat depuis 1994.
Il a le grade de caporal à l'armée.
Il est marié et père de deux enfants.

## Parcours politique
Il accède le 25 septembre 2000 au Conseil national, en remplacement de Gabriele Gendotti, élu au Conseil d'État tessinois, après le désistement des deux autres candidats PLR tessinois qui avaient obtenu davantage de suffrages lors des élections fédérales de 1999,,. Il siège à la Commission des finances (CdF), qu'il préside du 3 décembre 2007 au 10 décembre 2009 lors de la crise financière mondiale, et à la Délégation de surveillance des NLFA et à la Commission des affaires juridiques (CAJ) jusqu'au 30 novembre 2003.
Aux élections de 2011, il est élu conseiller aux États comme représentant du canton du Tessin, où il succède à Dick Marty. Il siège à la CAJ, qu'il préside du 10 décembre 2015 au 26 novembre 2017, à la Commission des institutions politiques (CIP) et à la CdF.
Le 1er août 2018, il annonce qu'il se représente pas pour un nouveau mandat, estimant qu'il a fait son temps après cinq législatures au Parlement.